# Maximiánosz konstantinápolyi pátriárka
(Szent) Maximiánosz (ógörögül: Μαξιμιανός, latinul: Maximianus), (? – 434. április 12.) konstantinápolyi pátriárka 431-től haláláig.
Maximiánoszt szerzetesként emelték fel a konstantinápolyi pátriárkai trónra 431-ben. Két és fél évig kormányozta az egyházat. Szentéletű ember volt, aki szerette magától távol tartani a világ hiúságait. 434-ben hunyt el. Az ortodox egyház szentként tiszteli, és ünnepnapját április 21. napján üli.